# Prva liga SR Jugoslavije 1996-1997
L'edizione 1996-97 del campionato jugoslavo fu la quinta della Repubblica Federale di Jugoslavia e vide la vittoria finale del Partizan.
Capocannoniere del torneo (della Prva liga A) fu Zoran Jovičić (Stella Rossa), con 21 reti.

## Formula
I due gironi 1A e 1B da questa edizione divengono due divisioni separate: non vi è più lo scambio di squadre dopo la fase autunno, bensì il torneo continua con le stesse fino a fine primavera. Quindi la 1A diventa la prima divisione, la 1B la seconda, la Druga liga scala al terzo livello, Srpska liga e Crnogorska liga al quarto.
Le 12 squadre di ognuna delle due divisioni disputano un totale di 33 partite ciascuna: andata, ritorno, altra andata.
In Prva liga A:
La vincitrice è campione di R.F.Jugoslavia.
La 10ª classificata disputa uno spareggio con la 3ª della Prva B.
Le ultime due classificate retrocedono nella Prva B 1997-98.
In Prva liga B:
Le prime due vengono promosse in Prva A 1997-98.
La 3ª classificata disputa uno spareggio con la 10ª della Prva A.
Le squadre piazzatesi al 9º e 10º posto disputano gli spareggi contro le seconde classificate dei due gironi di Druga liga SR Jugoslavije 1996-1997.
Le ultime due classificate retrocedono nella Druga liga SR Jugoslavije 1997-1998.

## Prva liga A

### Squadre
| Squadra            | Città              | Stadio                 | Capienza | Primavera 1996 |
| ------------------ | ------------------ | ---------------------- | -------- | -------------- |
| Partizan           | Belgrado           | Stadio Partizan        | 32 710   | Campione       |
| Stella Rossa       | Belgrado           | Stadio Stella Rossa    | 55 538   | 2º in 1A       |
| Vojvodina          | Novi Sad           | Stadio Karađorđe       | 17 204   | 3º in 1A       |
| Bečej              | Bečej              | Stadio kraj Tise       | 3 000    | 4º in 1A       |
| Mladost Lučani     | Lučani             | Stadio Mladost         | 5 000    | 5º in 1A       |
| Čukarički          | Čukarica, Belgrado | Stadio Čukarički       | 7 000    | 6º in 1A       |
| Rad Belgrado       | Banjica, Belgrado  | Stadio Kralj Petar I   | 6 000    | 7º in 1A       |
| Proleter Zrenjanin | Zrenjanin          | Stadio Karađorđev park | 13 500   | 8º in 1A       |
| Zemun              | Zemun, Belgrado    | Gradski Stadion Zemun  | 10 000   | 1º in 1B       |
| Borac Čačak        | Čačak              | Čačak Stadium          | 6 000    | 2º in 1B       |
| Hajduk Kula        | Kula               | Stadion Hajduk         | 6 000    | 3º in 1B       |
| Budućnost          | Podgorica          | Stadion Pod Goricom    | 12 000   | 4º in 1B       |

### Squadra campione
- Allenatore: Ljubiša Tumbaković

- Ivica Kralj (portiere)
- Nikola Damjanac (portiere)
- Viktor Trenevski
- Bratislav Mijalković
- Darko Tešović
- Gjorgji Hristov
- Ivan Tomić
- Dražen Bolić
- Mladen Krstajić
- Predrag Pažin
- Đorđe Svetličić
- Dejan Peković
- Dejan Vukićević
- Damir Čakar
- Dragan Ćirić
- Niša Saveljić
- Igor Taševski
- Fonte: partizan.rs

### Classifica
| Pos. | Squadra             | Pt | G  | V  | N  | P  | GF | GS | DR  |
| ---- | ------------------- | -- | -- | -- | -- | -- | -- | -- | --- |
| 1.   | Partizan            | 84 | 33 | 26 | 6  | 1  | 88 | 17 | +71 |
| 2.   | Stella Rossa        | 78 | 33 | 25 | 3  | 5  | 79 | 30 | +49 |
| 3.   | Vojvodina           | 53 | 33 | 15 | 8  | 10 | 49 | 35 | +14 |
| 4.   | Hajduk Kula         | 44 | 33 | 12 | 8  | 13 | 34 | 37 | -3  |
| 5.   | Proleter Zrenjanin  | 42 | 33 | 12 | 6  | 15 | 48 | 49 | -1  |
| 6.   | Čukarički           | 41 | 33 | 11 | 8  | 14 | 35 | 46 | -11 |
| 7.   | Zemun               | 41 | 33 | 10 | 11 | 12 | 40 | 37 | +3  |
| 8.   | Mladost Lučani      | 41 | 33 | 12 | 5  | 16 | 45 | 59 | -14 |
| 9.   | Rad Belgrado        | 40 | 33 | 10 | 10 | 13 | 33 | 38 | -5  |
| 10.  | Budućnost Podgorica | 39 | 33 | 11 | 6  | 16 | 26 | 44 | -18 |
| 11.  | Bečej               | 38 | 33 | 11 | 5  | 17 | 34 | 48 | -14 |
| 12.  | Borac Čačak         | 14 | 33 | 4  | 2  | 27 | 22 | 93 | -71 |

Legenda:

      Campione di R.F.Jugoslavia e qualificato alla UEFA Champions League 1997-1998 

      Qualificato alla Coppa delle Coppe 1997-1998 

      Qualificato alla Coppa UEFA 1997-1998 

      Qualificato alla Coppa Intertoto 1997 

      Allo spareggio contro la 3ª di Prva liga B 1996-97 

      Retrocesso in Prva liga "B" SR Jugoslavije 1997-1998 

3 punti per la vittoria, 1 per il pareggio, 0 per la sconfitta.

### Classifica marcatori
| Gol |  |  | Giocatore     | Squadra      |
| --- |  |  | ------------- | ------------ |
| 21  |  |  | Zoran Jovičić | Stella Rossa |
| 20  |  |  | Damir Čakar   | Partizan     |

Fonte: Gol(a) istina - Kraljevi strelaca

### Risultati
|                | Par     | S.R     | Voj     | Haj     | Pro     | Čuk     | Zem     | Mla     | Rad     | Bud     | Beč     | Bor     |
| -------------- | ------- | ------- | ------- | ------- | ------- | ------- | ------- | ------- | ------- | ------- | ------- | ------- |
| Partizan       | XXX     | 3:0 2:1 | 1:1     | 2:1 2:0 | 3:1     | 4:1 1:1 | 0:0     | 2:0 7:0 | 2:1     | 1:0     | 6:0     | 3:0 4:0 |
| Stella Rossa   | 1:3     | XXX     | 3:1 4:3 | 3:0     | 3:1     | 8:1     | 0:0 1:0 | 2:1     | 5:1 1:0 | 2:0 4:1 | 1:0     | 5:0 7:0 |
| Vojvodina      | 1:1 0:2 | 0:3     | XXX     | 1:0 2:0 | 2:0 0:1 | 1:0 2:1 | 2:1     | 2:1 4:1 | 1:1     | 2:0     | 3:0     | 5:1 2:0 |
| Hajduk Kula    | 1:2     | 0:1 1:3 | 1:1     | XXX     | 2:0     | 0:0     | 2:2     | 1:0 2:1 | 1:0     | 0:0 2:1 | 2:0     | 2:0 3:0 |
| Proleter Z.    | 0:2     | 1:2 0:0 | 1:3     | 5:0 2:1 | XXX     | 1:0     | 2:1     | 6:1 1:0 | 0:0 4:1 | 3:1     | 2:1 2:0 | 4:0     |
| Čukarički      | 1:3     | 0:2 4:1 | 1:0     | 0:2 1:1 | 3:1 2:0 | ХХХ     | 2:1     | 2:1     | 2:2 1:1 | 0:0     | 1:0     | 4:0     |
| Zemun          | 0:2 1:1 | 1:2     | 0:1 2:2 | 1:1 3:1 | 2:1     | 1:1 0:1 | XXX     | 3:0     | 1:0     | 2:0     | 1:1     | 2:1 2:0 |
| Mladost Lučani | 0:1     | 1:0 2:5 | 2:2     | 2:1     | 4:1     | 2:1     | 0:0 2:2 | XXX     | 2:0 1:1 | 1:0 0:1 | 3:0 1:0 | 3:2 5:2 |
| Rad            | 0:5 1:0 | 1:2     | 0:0 1:0 | 1:1     | 0:0     | 3:0     | 2:1 0:0 | 1:2     | XXX     | 1:0 3:0 | 1:2 3:1 | 3:0     |
| Budućnost P.   | 0:3 1:1 | 1:3     | 1:0 2:1 | 1:0     | 1:1     | 2:0 1:0 | 2:1     | 3:2     | 0:0     | XXX     | 3:1     | 1:0     |
| Bečej          | 2:3 0:3 | 0:0     | 0:0 3:2 | 0:0     | 3:0     | 3:0 1:0 | 2:3 2:1 | 1:1     | 1:0     | 2:0     | XXX     | 2:0     |
| Borac Čačak    | 0:10    | 1:3     | 0:2     | 1:2     | 3:2 2:2 | 0:0 0:2 | 0:2     | 1:2     | 0:2 1:2 | 2:1 2:0 | 2:1 1:3 | XXX     |

## Prva liga B

### Squadre
| Squadra             | Città                | Stadio                 | Capienza | Primavera 1996 |
| ------------------- | -------------------- | ---------------------- | -------- | -------------- |
| Radnički Niš        | Niš                  | Stadion Čair           | 18 000   | 9º in 1A       |
| Sloboda Užice       | Užice                | Gradski stadion        | 12 000   | 10º in 1A      |
| Obilić              | Stari Grad, Belgrado | Stadio Miloš Obilić    | 4 500    | 5º in 1B       |
| OFK Belgrado        | Karaburma, Belgrado  | Stadio Omladinski      | 20 000   | 6º in 1B       |
| Loznica             | Loznica              | Stadion Lagator        | 4 000    | 7º in 1B       |
| Mladost Bački Jarak | Bački Jarak, Temerin | Stadion Livadice       | 3 000    | 8º in 1B       |
| Budućnost Valjevo   | Valjevo              | Park Pećina            | 6 000    | 1º in 2A       |
| OFK Kikinda         | Kikinda              | Gradski stadion        | 6 000    | 2º in 2A       |
| Železnik            | Čukarica, Belgrado   | Stadion Železnik       | 8 000    | 3º in 2A       |
| Spartak Subotica    | Subotica             | Gradski stadion        | 13 000   | 4º in 2A       |
| Rudar Pljevlja      | Pljevlja             | Stadion pod Golubinjom | 10 000   | 5º in 2A       |
| Sutjeska            | Nikšić               | Stadion kraj Bistrice  | 10 800   | 1º in 2B       |

### Classifica
| Pos. | Squadra             | Pt | G  | V  | N  | P  | GF | GS | DR  |
| ---- | ------------------- | -- | -- | -- | -- | -- | -- | -- | --- |
| 1    | Obilić              | 79 | 33 | 25 | 4  | 4  | 65 | 16 | +49 |
| 2    | Železnik            | 64 | 33 | 20 | 4  | 9  | 54 | 34 | +20 |
| 3    | Loznica             | 61 | 33 | 20 | 1  | 12 | 48 | 25 | +23 |
| 4    | Radnički Niš        | 56 | 33 | 16 | 8  | 9  | 66 | 36 | +30 |
| 5    | OFK Belgrado        | 56 | 33 | 16 | 8  | 9  | 44 | 28 | +16 |
| 6    | Rudar Pljevlja      | 46 | 33 | 14 | 4  | 15 | 44 | 46 | -2  |
| 7    | Budućnost Valjevo   | 41 | 33 | 11 | 8  | 14 | 42 | 49 | -7  |
| 8    | Sutjeska            | 40 | 33 | 12 | 4  | 17 | 43 | 56 | -13 |
| 9    | OFK Kikinda         | 31 | 33 | 8  | 7  | 18 | 16 | 41 | -25 |
| 10   | Spartak Subotica    | 30 | 33 | 8  | 6  | 19 | 27 | 60 | -33 |
| 11   | Sloboda Užice       | 28 | 33 | 7  | 7  | 19 | 27 | 52 | -25 |
| 12   | Mladost Bački Jarak | 26 | 33 | 5  | 11 | 17 | 23 | 56 | -33 |

Legenda:

      Promosso in Prva liga "A" SR Jugoslavije 1997-1998 

      Allo spareggio contro la 10ª di Prva liga A 1996-97 

      Allo spareggio contro le seconde di Druga liga 1996-97 

      Retrocesso in Druga liga SR Jugoslavije 1997-1998 

Note:

3 punti per la vittoria, 1 per il pareggio, 0 per la sconfitta.

### Classifica marcatori
| Gol |  |  | Giocatore     | Squadra |
| --- |  |  | ------------- | ------- |
| 20  |  |  | Predrag Gajic | Loznica |

Fonte: Gol(a) istina - Kraljevi strelaca

### Risultati
|                | Obi     | Žel     | Loz     | Rad     | OFK     | Rud     | Bud     | Sut     | Kik     | Spa     | Slo     | Mla     |
| -------------- | ------- | ------- | ------- | ------- | ------- | ------- | ------- | ------- | ------- | ------- | ------- | ------- |
| Obilić         | XXX     | 2:0 2:2 | 1:0     | 2:0     | 2:0     | 3:1 4:1 | 2:0     | 3:0 2:0 | 3:1     | 4:0     | 4:1 3:0 | 3:0 5:1 |
| Železnik       | 0:0     | XXX     | 1:0     | 3:0 3:1 | 0:1     | 0:1     | 3:1 2:0 | 2:1     | 2:0 3:1 | 3:0 1:1 | 1:0     | 4:1 4:2 |
| Loznica        | 0:1     | 2:0     | XXX     | 4:2 3:2 | 3:0 0:1 | 2:1     | 1:0 4:0 | 2:0     | 3:1 2:0 | 4:1 1:0 | 3:0     | 1:0 1:2 |
| Radnički Niš   | 0:1 1:0 | 3:1     | 1:0     | XXX     | 1:2 2:1 | 2:0 4:1 | 7:2     | 4:0 7:0 | 2:0     | 1:0     | 1:0 4:0 | 2:0 1:1 |
| OFK Belgrado   | 1:2 0:3 | 0:2 1:2 | 2:0     | 1:1     | XXX     | 3:0 4:0 | 2:1     | 1:0 3:0 | 2:0     | 3:0     | 1:0 4:0 | 2:2 3:0 |
| Rudar Pljevlja | 1:0     | 3:0 0:1 | 0:3 2:0 | 1:1     | 2:0     | ХХХ     | 2:0 1:0 | 2:0     | 0:1 2:0 | 6:0 0:1 | 4:2     | 4:0 2:0 |
| Budućnost V.   | 1:1 1:0 | 2:1     | 0:1     | 1:1 2:2 | 0:1 2:2 | 1:0     | XXX     | 4:1 1:1 | 1:0     | 6:2     | 3:1 3:0 | 3:2     |
| Sutjeska       | 2:3     | 3:1 3:4 | 1:0 0:2 | 4:1     | 1:0     | 3:0 6:0 | 3:2     | XXX     | 2:1 2:0 | 3:0 1:0 | 3:2     | 0:0     |
| Kikinda        | 0:1 0:0 | 0:2     | 1:2     | 1:0 0:5 | 0:0     | 1:0     | 2:0 0:0 | 1:0     | XXX     | 1:0     | 1:0 0:0 | 3:0     |
| Spartak S.     | 0:1 2:1 | 1:1     | 2:1     | 0:5 1:1 | 1:1 0:1 | 1:4     | 1:2 1:1 | 3:0     | 1:0 4:0 | XXX     | 1:2     | 2:1     |
| Sloboda Užice  | 0:2     | 1:0 0:2 | 1:2 0:1 | 1:1     | 1:1     | 1:1     | 0:0     | 0:0 2:1 | 2:0     | 3:0 1:0 | XXX     | 4:0     |
| Mladost B.J.   | 0:3     | 1:2     | 0:0     | 0:0     | 0:0     | 1:1     | 0:1 2:1 | 2:1 1:1 | 0:0     | 0:1 0:0 | 1:0 3:1 | XXX     |

## Spareggi

### Prva A - Prva B
A questi spareggi partecipano:
- Budućnost (10º in Prva Liga A)
- Loznica (3º in Prva Liga B)

```
Loznica - 
Budućnost Podgorica
             0-0  0-1
```

- Loznica e Budućnost Podgorica rimangono nelle rispettive categorie.

### Prva B - Druga liga
A questi spareggi partecipano:
- OFK Kikinda (9º in Prva Liga B)
- Spartak Subotica (10º in Prva Liga B)
- Radnički Kragujevac (2º in Druga Liga Ovest)
- Palilulac Belgrado (2º in Druga Liga Est)

```
OFK Kikinda - 
Radnički Kragujevac
         1-2  1-2  

Spartak Subotica
 - Palilulac Belgrado     2-1  1-0
```

- Il Radnički Kragujevac viene promosso in Prva Liga B, mentre l'OFK Kikinda retrocede in Druga Liga.
- Spartak e Palilulac rimangono nelle rispettive categorie.